# E.l.f.
e.l.f. Beauty, Inc. ist ein US-amerikanisches Kosmetikunternehmen mit Sitz in Oakland, Kalifornien. Es wurde 2004 von Joseph Shamah und Scott Vincent Borba gegründet. Das Unternehmen verkauft unter anderem Bade- und Hautpflegeprodukte, Make-up auf Mineralbasis, professionelle Werkzeuge, Eyeliner, Lippenstift, Gloss, Rouge, Bronzer, Pinsel und Mascara. Die Produkte werden in Geschäften in 17 Ländern, u. a. in Deutschland, verkauft. Über die Hälfte des Umsatzes des Unternehmens wird über die eigene Website des Unternehmens erzielt, die auch als Soziales Netzwerk  mit über zwei Millionen Mitgliedern dient.

## Geschichte
e.l.f. (Kurzform für eyes lips face; englisch für „Augen Lippen Gesicht“) Beauty wurde im Juni 2004 von Joseph Shamah und Scott-Vincent Borba mit Unterstützung von Shamahs Vater Alan gegründet. Die beiden lernten sich 2002 auf einer Party kennen. Shamah war damals ein 23-jähriger BWL-Student an der New York University. Borba war ein 31-jähriger Branchenveteran aus Los Angeles, der zuvor Marken wie Hard Candy Cosmetics auf den Markt gebracht hatte. Beide waren begeistert von einer preiswerten, hochwertigen Kosmetiklinie für Frauen und beschlossen, gemeinsam ein Unternehmen zu gründen. Wenige Tage nach der Party setzten sie sich zum Brainstorming zusammen und innerhalb weniger Monate entstand ein Geschäftsplan. Borba behauptet, die Idee sei entstanden, als sie Frauen mit teuren Autos wie BMWs und Mercedes-Benzs sah, die in 99-Cent-Läden in Los Angeles Kosmetik zu Schnäppchenpreisen kauften.
Am 3. Februar 2014 erwarb TPG Growth eine Mehrheitsbeteiligung an e.l.f. Beauty. Joey Shamah wurde durch Tarang P. Amin ersetzt, der zum Präsidenten, CEO und Direktor von e.l.f. Beauty ernannt wurde.
Im August 2023 wurde bekannt gegeben, dass e.l.f. die in West Hollywood ansässige Hautpflegemarke Naturium für 355 Millionen US-Dollar übernommen hatte. Die Übernahme wurde im Oktober 2023 abgeschlossen.
2025 begann e.l.f. Beauty als Sponsor im Automobilsport und unterstütze dabei u. a. die britische Automobilrennfahrerin Katherine Legge.
Am 28. Mai 2025 gab e.l.f. bekannt, dass das Unternehmen von Hailey Bieber deren Kosmetikmarke Rhode für bis zu 1 Milliarde US-Dollar übernehmen will. Der Abschluss der Transaktion wird für Ende 2025 erwartet.